# 정오의 열정
《정오의 열정》(영어: The Hot Spot)은 미국에서 제작된 데니스 호퍼 감독의 1990년 네오누아르 로맨틱 스릴러 영화이다. 돈 존슨, 버지니아 매드슨, 제니퍼 코널리 등이 출연하였고, 폴 루이스 등이 제작에 참여하였다.

## 출연진
- 돈 존슨
- 버지니아 매드슨
- 제니퍼 코널리
- 제리 하딘
- 윌리엄 새들러
- 찰스 마틴 스미스
- 배리 코빈
- 리언 리피
- 잭 낸스

## 기타 제작진
- 공동 제작: 데버라 캐포그로소
- 협력 제작: 밸러리 타이슨
- 배역: 게일 레빈, 로런 로이드
- 미술: 케리 화이트